# National Invitation Tournament 2007
Il National Invitation Tournament 2007 è stata la 70ª edizione del torneo. Si è disputato dal 13 al 29 marzo 2007. La final four è stata giocata al Madison Square Garden di New York. Ha vinto il titolo la West Virginia University, allenata da John Beilein. Miglior giocatore del torneo è stato eletto Frank Young.
| Campione NIT 2007                    |
| ------------------------------------ |
| West Virginia Mountaineers 2º titolo |

## Squadra vincitrice
|    | Naz.                   | Ruolo | Sportivo         |  | Alt. |  |  |
| -- | ---------------------- | ----- | ---------------- |  | ---- |  |  |
| 1  | Stati Uniti (bandiera) | A     | Da'Sean Butler   |  | 201  |  |  |
| 11 | Stati Uniti (bandiera) | G     | Joe Alexander    |  | 203  |  |  |
| 14 | Stati Uniti (bandiera) | G     | Darris Nichols   |  | 191  |  |  |
| 15 | Stati Uniti (bandiera) | G     | Devan Bawinkel   |  | 196  |  |  |
| 21 | Stati Uniti (bandiera) | G     | Joe Mazzulla     |  | 188  |  |  |
| 21 | Stati Uniti (bandiera) | A     | Frank Young      |  | 196  |  |  |
| 22 | Stati Uniti (bandiera) | G     | Alex Ruoff       |  | 198  |  |  |
| 32 | Stati Uniti (bandiera) | G     | Ted Talkington   |  | 188  |  |  |
| 33 | Stati Uniti (bandiera) | C     | Rob Summer       |  | 213  |  |  |
| 35 | Stati Uniti (bandiera) | A     | Wellington Smith |  | 201  |  |  |
| 43 | Stati Uniti (bandiera) | C     | Jamie Smalligan  |  | 213  |  |  |

- Allenatore: John Beilein